# Sergei Sviatchenko
Sergei Sviatchenko (*1952 en Járkov) es un artista ucraniano que vive en Dinamarca desde 1990. Tiene la educación de arquitecto y artista de la Academia de Arte y Arquitectura en Járkov de 1975, y en 1986 obtuvo el doctorado en la Escuela de Arquitectura de Kiev.
El estilo de Sviatchenko es fácil de reconocer. Es una forma de expresionismo abstracto en el que cambia el motivo varias veces para hacer un motivo que pueda evocar ciertos sentimientos del espectador. Sviatchenko extiende constantemente su área de función experimentando con medios e instalaciones.
El medio preferido de Sviatchenko es la pintura acrílica, pero también ha hecho instalaciones, arte de vídeo, foto y collages. A menudo ha hecho manipulaciones de fotos y paisajes donde la profundidad tiene más importancia que el mismo motivo. El collage era la razón del que una vez fue conocido en Ucrania. El arte abstracto no era bien visto en la Unión Soviética; ahí el arte debía servir como conservador del sistema político.
Desde medio de los años setenta hasta medio de los años 1980, Sviatchenko trabajó preferentemente con los collages, y desde medio de los años 1980 trabaja preferentemente con las pinturas. (Paintings & others: 159)
Sviatchenko tiene la inspiración para su arte del surrealismo y la arquitectura entre otras cosas. Gran maestros como Miguel Ángel y Le Corbusier han unido el arte con la arquitectura de una manera modélica del arte de Sviatchenko. El Padre de Sviatchenko, Evgenij Sviatchenko, catedrático de arquitectura y artista de acuarela, fue la inspiración más importante de Sviatchenko. Mostró al hijo el arte ruso de antes de la Revolución rusa de 1917, donde particularmente el color blanco era decisivo para la luz y el espacio en la pintura (Paintings and others: 160).

## Literatura
- Sviatchenko, Sergei: Sergei Sviatchenko, Borgens Forlag, 2002
- Sviatchenko, Sergei. Sergei Sviatchenko: Paintings & Others 1991-2006, Hovedland, 2006

- Datos: Q449600
- Multimedia: Sergei Sviatchenko / Q449600